# دوغ ليندسي
دوغ ليندسي (بالإنجليزية: Doug Lindsey)‏ هو لاعب كرة قاعدة أمريكي، ولد في 22 سبتمبر 1967 في لويفيل في الولايات المتحدة.

## وصلات خارجية
- دوغ ليندسي على موقعبيزبول رفرنس.كوم (الدوري الرئيسي) (الإنجليزية)
- دوغ ليندسي على موقعبيزبول رفرنس.كوم (الدوري الثانوي) (الإنجليزية)